# Hannes Haid
Johannes Richard „Hannes“ Haid (* 9. November 1963 in Innsbruck) ist ein ehemaliger österreichischer Basketballspieler. Der 2,08 Meter große Centerspieler absolvierte über 100 Länderspiele für Österreich.

## Laufbahn
Haid kam im Alter von 16 Jahren von der Leichtathletik zum Basketball und ging 1984 mit einem Stipendium an die US-Hochschule University of New Orleans in die NCAA, für die er in der Saison 1984/85 spielte. Er kam in 29 Partien zum Einsatz und erzielte 6,5 Punkte im Schnitt. Von 1989 bis 1991 spielte er abermals in den Vereinigten Staaten, diesmal an der Hawaii Pacific University in der NAIA. Er blockte in seinen zwei Jahren insgesamt 233 Würfe, so viele wie kein „HPU“-Spieler vor ihm. Zudem erhielt er in beiden Jahren „All-America“-Auszeichnungen und wurde in beiden Saisons zum Spieler des Jahres im „District 29“ gekürt. Seine guten Leistungen weckten das Interesse des NBA-Klubs Detroit Pistons, die ihn im Sommer 1991 ins Trainingslager einluden. Haid verpasste jedoch den Sprung in den Kader der Pistons. Er war zu jenem Zeitpunkt 27 Jahre alt, ihm wurde seitens der Pistons eröffnet, er sei bereits zu alt.
Er kehrte in seine Heimat zurück und spielte unter anderem für die Basket Flyers in Wien, mit denen er auch Europapokalerfahrung sammelte. Haid absolvierte im Laufe seiner Karriere über 100 Länderspiele. Beruflich wurde er nach der Leistungssportlaufbahn im Betrieb seiner Familie (Herstellung von Lichtwerbung) tätig und wurde später Vorstandsmitglied der Hypo Tirol Bank Italia, dann der Hypo Tirol Bank.